# Quéribus Borg
Quéribus Borg (fransk: Château de Quéribus, occitansk: Castèl de Queribús) er en borgruin i Cucugnan commune i Aude département i Frankrig. Det står opført som historisk monument siden 1907.
Queribusborgen er én af de "fem sønner af Carcassonne" sammen med Aguilar, Peyrepertuse, Termes og Puilaurens; fem borge strategisk placeret til at forsvare den franske grænse mod det spanske, indtil grænsen blev flyttet i 1659.
Queribusborgen betragtes undertiden som den sidste kathariske højborg. Efter faldet af Montségur Borg i 1244 samledes overlevende katharere sig i et andet fæstningsanlæg på en bjergtop på grænsen til Aragonien (den nuværende grænse mellem Aude og Pyrénées-Orientales).
I 1255 blev en fransk hær udsendt for at håndtere disse resterende katharere, men de slap væk uden kamp, sandsynligvis til Aragon eller Piemonte – begge regioner, hvor katharernes overbevisning stadig var almindelige, og hvor det occitanske sprog taltes.
Quéribusborgen er høj og isoleret, og ligger i 728 meters højde på toppen af den højeste tinde i miles omkreds. I 1951 påbegyndtes restaurering af tårnet, og mellem 1998-2002 gennemførtes en komplet restaurering af borgen. Borgen er nu tilgængelig for besøgende.